# Pen Mar (Pensilvania)
Pen Mar es un lugar designado por el censo ubicado en el condado de Franklin en el estado estadounidense de Pensilvania. En el Censo de 2010 tenía una población de 929 habitantes y una densidad poblacional de 773,8 personas por km².

## Geografía
Pen Mar se encuentra ubicado en las coordenadas 39°43′35″N 77°30′58″O / 39.72639, -77.51611. Según la Oficina del Censo de los Estados Unidos, Pen Mar tiene una superficie total de 1.93 km², de la cual 1.91 km² corresponden a tierra firme y (0.94%) 0.02 km² es agua.

## Demografía
Según el censo de 2010, había 929 personas residiendo en Pen Mar. La densidad de población era de 773,8 hab./km². De los 929 habitantes, Pen Mar estaba compuesto por el 94.4% blancos, el 2.8% eran afroamericanos, el 0.22% eran amerindios, el 0.86% eran asiáticos, el 0% eran isleños del Pacífico, el 0.43% eran de otras razas y el 1.29% pertenecían a dos o más razas. Del total de la población el 0.97% eran hispanos o latinos de cualquier raza.